# Дорошкевич, Александр Васильевич
Александр Васильевич Дорошкевич (20 августа 1874, Киев — 12 января 1919, Чернигов) — генерал-майор Русской императорской армии, генерал-хорунжий Украинской державы.

## Биография
Родился 20 августа 1874 года в Киеве (по другим данным — в Черниговской губернии).
Окончил 2-й Московский кадетский корпус (1893) и Александровское военное училище (1895), откуда выпущен подпоручиком в 41-ю артиллерийскую бригаду.
Чины: штабс-капитан (1902), капитан (1904), подполковник (1909), полковник (1912), генерал-майор (1917).
В 1904 году окончил Николаевскую академию Генерального штаба по 1-му разряду. Служил старшим адъютантом штаба 17-й пехотной дивизии с 17 мая 1905 по 21 апреля 1906. Участвовал в русско-японской войне.
В дальнейшем Дорошкевич служил старшим адъютантом штаба 43-й пехотной дивизии с 21 апреля 1906 по 19 марта 1907 и занимал должность помощника старшего адъютанта штаба Виленского военного округа с 19 марта 1907 по 1910 годы. 12 февраля 1910 года назначен старшим адъютантом Приамурского военного округа (до 1 сентября 1911), после был прикомандирован к Елисаветградскому кавалерийскому училищу для преподавания военных наук.
Александр Васильевич участвовал в Первой мировой войне, исполнял обязанности начальника штаба 35-й пехотной дивизии 23 июля 1915. Состоял в резерве чинов при штабе Киевского военного округа с 3 ноября 1915. 15 февраля 1916 назначен командиром 163-го пехотного Ленкоранско-Нашебургского полка. В апреле 1917 года назначен начальником штаба 11-й пехотной дивизии, 10 апреля 1917 за отличие командиром 165-го полка награждён Георгиевским оружием. 7 мая 1917 года произведён в генерал-майоры, а 27 июня назначен начальником штаба 31-го армейского корпуса (позднее его командир).
14 марта 1918 после подписания Брестского мира зачислен в армию Украинской державы, 30 сентября 1918 года произведён в генерал-хорунжие. Командовал 5-м корпусом. В ходе восстания против гетмана Скоропадского попал в плен к петлюровцам и брошен в Черниговскую тюрьму.
12 января 1919 после взятия Чернигова расстрелян красноармейцами.

## Награды
- Орден Святого Станислава 3-й ст. (1907);
- Орден Святой Анны 3-й ст. (1908);
- Орден Святого Владимира 3-й ст. с мечами (1.12.1915);
- Орден Святого Владимира 4-й ст. с мечами и бантом (ВП 23.07.1915);
- Георгиевское оружие (ПАФ 10.04.1917).